# Mulher, Mulher, Mulher (Ideia Fixa)
"Mulher, Mulher, Mulher (Ideia Fixa)", conhecida por vezes como "Mulher, Mulher, Mulher" ou simplesmente "Mulher", é um single lançado pelo sambista brasileiro Neguinho da Beija-Flor em 2010. Foi considerado o hit do carnaval do Rio de Janeiro, sendo executada à exaustão em vários blocos e shows de samba. A canção tem versões em funk carioca, original, e outra em samba, preferida por Neguinho para o airplay, embora a versão funk seja a mais tocada.
Ficou famosa por repetir em seus cerca de quatro minutos 190 vezes a palavra "mulher", até mesmo quando o termo deveria ser flexionado em número (plural) de acordo com a concordância nominal da língua portuguesa.

## História
A canção foi composta por Neguinho e Murilo Rayol em 1974 como uma brincadeira, mas só foi retirada da gaveta em 2009.[carece de fontes?] Naquela época, os dois amigos estavam indo a um baile do Cordão do Bola Preta, um tradicional bloco carnavalesco do Rio de Janeiro, e perceberam que havia muito mais mulheres que homens na quadra, segundo suas estimativas, na proporção 10/1. Desta maneira surgiu a canção, usada para brincar com aqueles que não gostavam dela, como se não quisessem ouvir a palavra "mulher" por serem supostamente homossexuais.
A canção não era do gosto da esposa de Neguinho, que a apelidou de "Melô do Tarado". Na época de seu lançamento oficial, foi apelidada, pejorativamente, de "Melô das Lésbicas", conforme conta o colunista Ancelmo Góis.
"Mulher, Mulher, Mulher (Ideia Fixa)" é a segunda canção lançada por Neguinho desde sua recuperação do câncer, só depois do samba-enredo da escola de samba da qual é puxador, a GRES Beija-Flor de Nilópolis.

## Versões Oficiais
Em 2009, Neguinho recebeu um convite de Rômulo Costa, líder da equipe de som Furacão 2000 para gravar uma canção que entraria no DVD Tsunami IV, a ser lançado naquele ano. Neguinho aceitou o convite e gravou "Mulher, Mulher, Mulher (Ideia Fixa)", engavetada há 35 anos. Devido à repercussão da canção, Neguinho decidiu regravá-la em versão samba, disponibilizando-a gratuitamente em seu site para download digital. Atendendo a protestos feministas, porém, Neguinho regravou a canção mais uma vez, numa versão "limpa", que será a lançada em seu álbum planejado para ser lançado em março de 2010.
- Versão funk carioca – 4:03
- Versão samba original – 4:03
- Versão samba "limpa" (versão do álbum) – 4:08

## Videoclipe
A canção tem dois videoclipes. Num deles, ele canta com a esposa, filha e a imagem da mãe falecida. No outro, vê-se uma versão ao vivo cantada somente por Neguinho no palco da equipe Furacão 2000. Esta versão é a contida no DVD Tsunami IV e é a mais divulgada.

## Crítica e Polêmica
Logo após seu lançamento, a canção sofreu com críticas e polêmicas. Críticos ignoraram-na, por ter letra pobre. Feministas protestaram contra a letra, dizendo ser machista e só depreciar as mulheres. Neguinho explica como aconteceu:
| “ | Fui procurado por um grupo de mulheres que estava no desfile. Elas me abordaram de forma gentil e disseram que a letra do samba estava indo de encontro com os ideais de luta das entidades que elas representam. Embora a minha intenção e a do meu parceiro não tenha sido a de depreciar as mulheres, já que no clipe da canção participam até minha mulher, minha filha e a Selminha Sorriso (porta-bandeira da Beija-Flor), decidi trocar a letra, a partir do momento que eu soube que tem gente encarando o samba como ofensivo, e a ideia não é essa. Se desagradei alguém, peço desculpas | ” |

| “ | Estão achando que estou vulgarizando as mulheres, mas não é isso. Estou valorizando. Tem que ser mil mulheres pra valer por uma. Tanto que fiz o clipe com a minha filha, esposa e uma imagem da minha falecida mãe | ” |